# John Hotham
John Hotham (auch de Hothum) (* 13. Jahrhundert in Hotham; † 14. Januar 1337 in Somersham) war ein englischer Geistlicher und Minister. Ab 1316 war er Bischof von Ely.

## Herkunft und Aufstieg in Irland
John Hotham entstammte einer Familie der Gentry aus Trehouses in Hotham in Yorkshire. Er war ein Sohn von Alan und Matilda Hotham. Aus seiner einflussreichen Familie stammte auch sein Onkel William Hotham, der 1297 zum Erzbischof von Dublin gewählt wurde. Wohl dank des Einflusses seines Onkels begann Hotham seine Karriere in Irland. 1291 diente er als Anwalt des irischen Schatzamtes. Von 1293 bis 1296 stand er auch im Dienst von William de Valence, 1. Earl of Pembroke, der umfangreiche Besitzungen in Irland besaß. Bis spätestens 1305 stieg Hotham im irischen Schatzamt zum Baron of the Irish Exchequer auf. Der alte König Eduard I. versprach ihm zur Belohnung eine Pfründe, für die er mindestens 60 Mark jährliche Einkünfte erhalten solle. Im Juli 1308 kam Hotham nach England, doch im Januar 1309 kehrte er nach Irland zurück, wo er die Unterstützung von Piers Gaveston gewann, des königlichen Günstlings, der zu dieser Zeit im irischen Exil war. Im Mai 1309 erhielt Hotham einen Dispens, damit er eine Reihe von vor allem irischen Benefizien zugleich halten durfte. Aus diesen irischen Benefizien hatte er jährliche Einkünfte von £ 39. Im gleichen Monat wurde er auf Empfehlung von William Melton, des späteren Erzbischofs von York, Kanzler
des Schatzamts von Irland. Dieses Amt behielt er bis Januar 1310.

## Loyaler Beamter in England
In November 1309 kehrte Hotham nach England zurück, wo er im Dezember 1309 zum Verwalter der heimgefallenen Lehen nördlich des Trent ernannt wurde. Dieses einträgliche Amt, das er bis Februar 1311 behalten durfte, hatte er wahrscheinlich Gaveston zu verdanken. König Eduard II. ordnete im Dezember 1310 an, dass Hotham Benefizien mit insgesamt stattlichen £ 300 Einkünften erhalten solle. Am 30. Januar 1311 erhielt er eine Pfründe am York Minster mit jährlichen Einkünften von über £ 46. Bevor sein Förderer Gaveston im Oktober 1311 erneut ins Exil gehen musste, ernannte er Hotham zu einem seiner Anwälte. Hotham war auch Gavestons Vertreter als Verwalter der königlichen Forste nördlich des Trent gewesen, und aufgrund dieser engen Verbindung zu Gaveston forderten die Lords Ordainer 1311 seine Entlassung und seine Entfernung vom Königshof. Am 2. Dezember 1311 übergab Hotham die Verwaltung der Forste an Henry Percy, einen der Lords Ordainer. Als Gaveston Anfang 1312 unerlaubt nach England zurückkehrte, geriet er in die Gewalt oppositioneller Magnaten, die ihn unter Führung des Earl of Lancaster kurzerhand hinrichten ließen. Hothams Karriere war jedoch noch nicht beendet. Durch die Gunst des Königs erhielt er 1312 die Einkünfte der Kirche von Cottingham in Yorkshire und die Verwaltung von Leixlip bei Dublin. Am 13. Dezember 1312 wurde er zum Kanzler des Schatzamts ernannt, was er bis Juni 1316 blieb. Im Juni 1313 begleitete er den König bei dessen Besuch in Frankreich.

## Erneute Tätigkeit in Irland

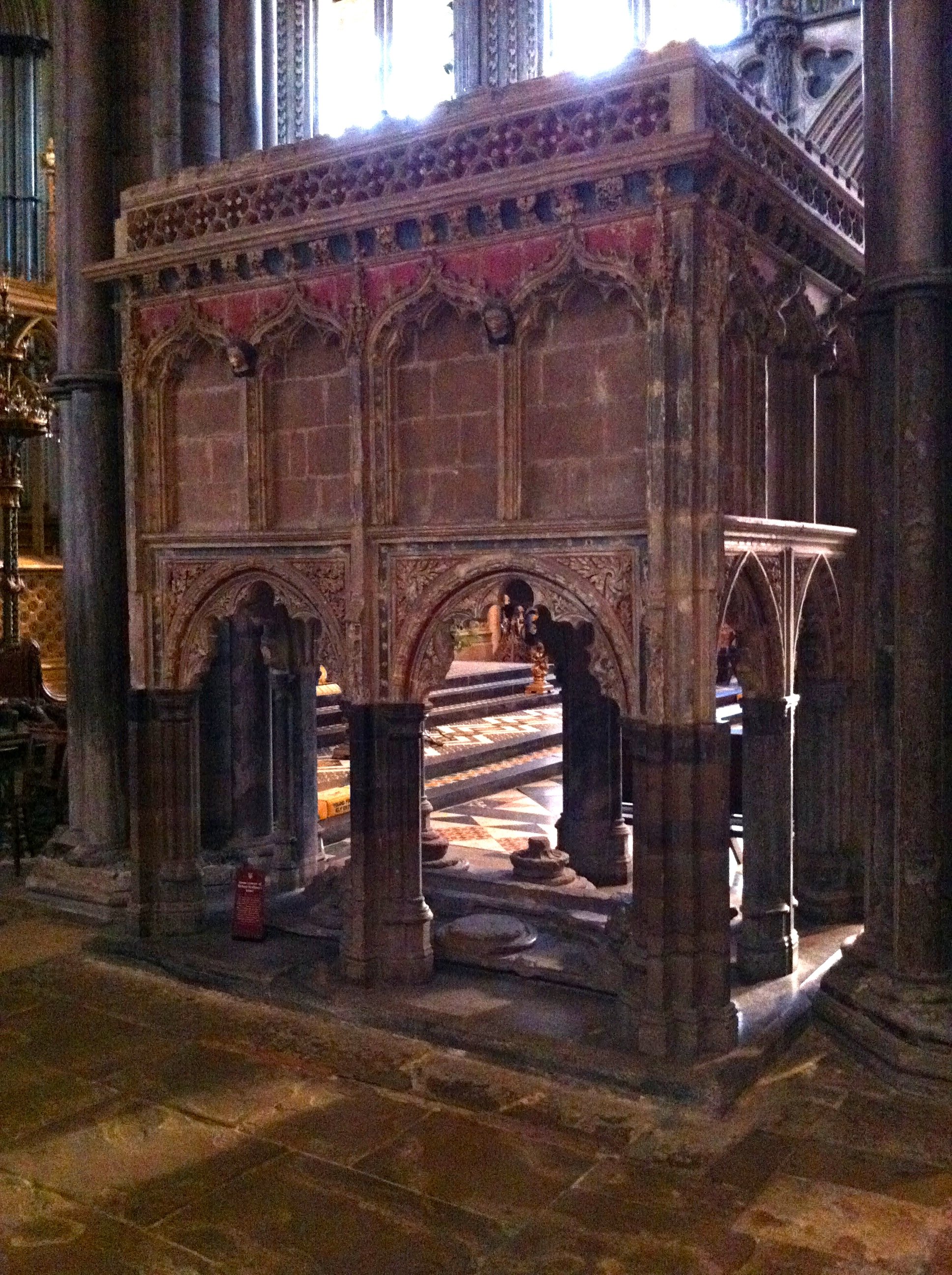
Das Grabdenkmal von Hotham in der Kathedrale von Ely

Nach der Niederlage in der Schlacht von Bannockburn sandte der König Hotham im August 1314 nach Irland, wo er Geld für den König auftreiben sollte. Im November 1314 kehrte er nach England zurück. Während seines Aufenthalts in Irland hatte Hotham dort nichts über eine geplante schottische Invasion unter Edward Bruce erfahren. Nachdem die Nachricht von der Invasion Westminster erreicht hatte, wurde Hotham am 1. September 1315 nach Irland zurückgeschickt, um dem König über die dortige Lage zu berichten. Für Ende Oktober wurde ein irisches Parlament nach Dublin berufen, doch da schottische Schiffe unter Thomas Dun die Irische See beherrschten, konnte Hotham erst am 5. November sicher nach Irland gelangen. In der Zwischenzeit hatten die irischen Magnaten Dublin bereits wieder verlassen. Der König hatte Hotham aber quasi vizekönigliche Vollmachten gegeben, damit er die Abwehr gegen die Schotten organisieren und unfähige Beamte entlassen konnte. Hotham baute die Befestigungen von Dublin aus, doch die Schotten erlangten zunächst beträchtliche Erfolge. Nach dem Sieg von Edward Bruce in der Schlacht von Ardscull im Januar 1316 versuchte Hotham sich die Loyalität der irischen Magnaten zu sichern. Er beklagte sich aber schriftlich bei der englischen Regierung über die geringen Finanzmittel, die ihm in Irland zur Verfügung standen.

## Bischof von Ely

### Wahl zum Bischof sowie Dienst als Treasurer
Nach seiner Rückkehr nach England sicherte ihm der König die Wahl zum Bischof der Diözese Ely zu, die im Juni 1316 erfolgte. Am 3. Oktober wurde er in Canterbury zum Bischof geweiht. Ende 1316 gehörte er einer Gesandtschaft an, die unter Führung des Earl of Pembroke zum Papsthof nach Avignon aufbrach. Ein Ziel der Gesandtschaft war es, dass Alexander Bicknor zum Erzbischof von Dublin ernannt wurde. Hotham war 1309 Stellvertreter von Bicknor gewesen, als dieser Treasurer des irischen Schatzamts gewesen war. Über den Verlauf der anderen Verhandlungen in Avignon ist wenig bekannt, bis schließlich Ende März Papst Johannes XXII. dem englischen König die Einkünfte eines päpstlichen Zehnten als Kredit gewährte und zwei Kardinäle nach England schickte, um einen Frieden mit Schottland zu vermitteln. Nach seiner Rückkehr aus Avignon am 11. Mai 1317 wurde Hotham am 27. Mai zum königlichen Treasurer ernannt. Diese Ernennung erfolgte jedoch entgegen den Bestimmungen der Ordinances ohne Zustimmung des Parlaments. Als Minister gehörte Hotham in den nächsten Jahren zum Gefolge des Königs und nahm an zahlreichen Ratsversammlungen teil. 1317 konnte er den König überzeugen, zur besseren Ausbildung von königlichen Beamten King’s Hall in Cambridge zu stiften. Die Wahl auf Cambridge fiel wohl vor allem, weil es im Gebiet der Diözese Ely lag.

### Tätigkeit als königlicher Kanzler
Im Juni 1318 legte Hotham das Amt des Treasurer nieder, da er zum königlicher Kanzler ernannt worden war. Er hatte nun erheblichen Anteil an den Verhandlungen mit dem Earl of Lancaster, die zum Abschluss des Vertrags von Leake im August 1318 führten. Er wurde Mitglied des Staatsrats, der gemäß dieser Einigung mit Lancaster gebildet wurde. Im Oktober 1318 bestätigte das Parlament in York nicht nur den Vertrag von Leake, sondern auch Hothams Ernennung zum Kanzler. Dazu wurde er zum Mitglied der Kommission, die den königlichen Haushalt reformieren sollte, ernannt. Im Dezember 1318 gab die Kommission eine Anweisung bekannt, durch die die Organisation des Haushalts verbessert werden sollte. Hotham soll dafür verantwortlich gewesen sein, dass der König im September 1319 nach York verlegte. Am 12. September 1319 war Hotham bei der Schlacht bei Myton zugegen, wo ein schlecht ausgerüstetes englisches Heer, das er zusammen mit William Melton, dem Erzbischof von York zur Abwehr einer schottischen Invasion aufgestellt hatte, eine vernichtende Niederlage erlitt. Im Dezember 1320 gehörte er der Gesandtschaft an, die mit Schottland einen auf zwei Jahre befristeten Waffenstillstand schloss. Im Januar 1320 wurde Hotham dann als Kanzler abgelöst, was möglicherweise eine Folge des Fiaskos bei Myton war.

### Weitere Tätigkeit während der Herrschaft von Eduard II.
Nach seiner Entlassung als Kanzler sank Hothams Bedeutung innerhalb der Regierung weiter, da er offenbar beim König in Ungnade gefallen war. Im November 1320 gehörte er einer Delegation an, die Lancaster zur Teilnahme am Parlament bewegen sollte, und während des Despenser War gehörte er im Sommer 1321 zu den Bischöfen, die versuchten, zwischen dem König und den rebellierenden Marcher Lords zu vermitteln. Die Marcher Lords setzten schließlich im Parlament die Verbannung der Despensers, den verhassten königlichen Günstlingen durch. Ab Herbst 1321 ging der König jedoch militärisch gegen die Rebellen vor, und am 1. Dezember 1321 gehörte Hotham zu den nur vier Bischöfen, die zu einer von Erzbischof Reynolds einberufenen Kirchenversammlung erschienen waren und die Rückkehr der Despensers, zwei verbannten königlichen Günstlingen, billigten. Zum Dank für diese Loyalität gegenüber dem König gewährte ihm dieser einen Zahlungsaufschub seiner Schulden gegenüber der Krone. Im Januar 1323 sandte der König Hotham in die Gascogne, wo er versuchen sollte, einen Streit der dortigen Barone zu schlichten. Obwohl der König von ihm im April 1324 die Rückzahlung von Schulden von £ 1000 verlangte, blieb Hotham auch 1325 ein loyaler Unterstützer des Königs.

### Rolle beim Sturz von Eduard II. und erneuter Dienst als Kanzler

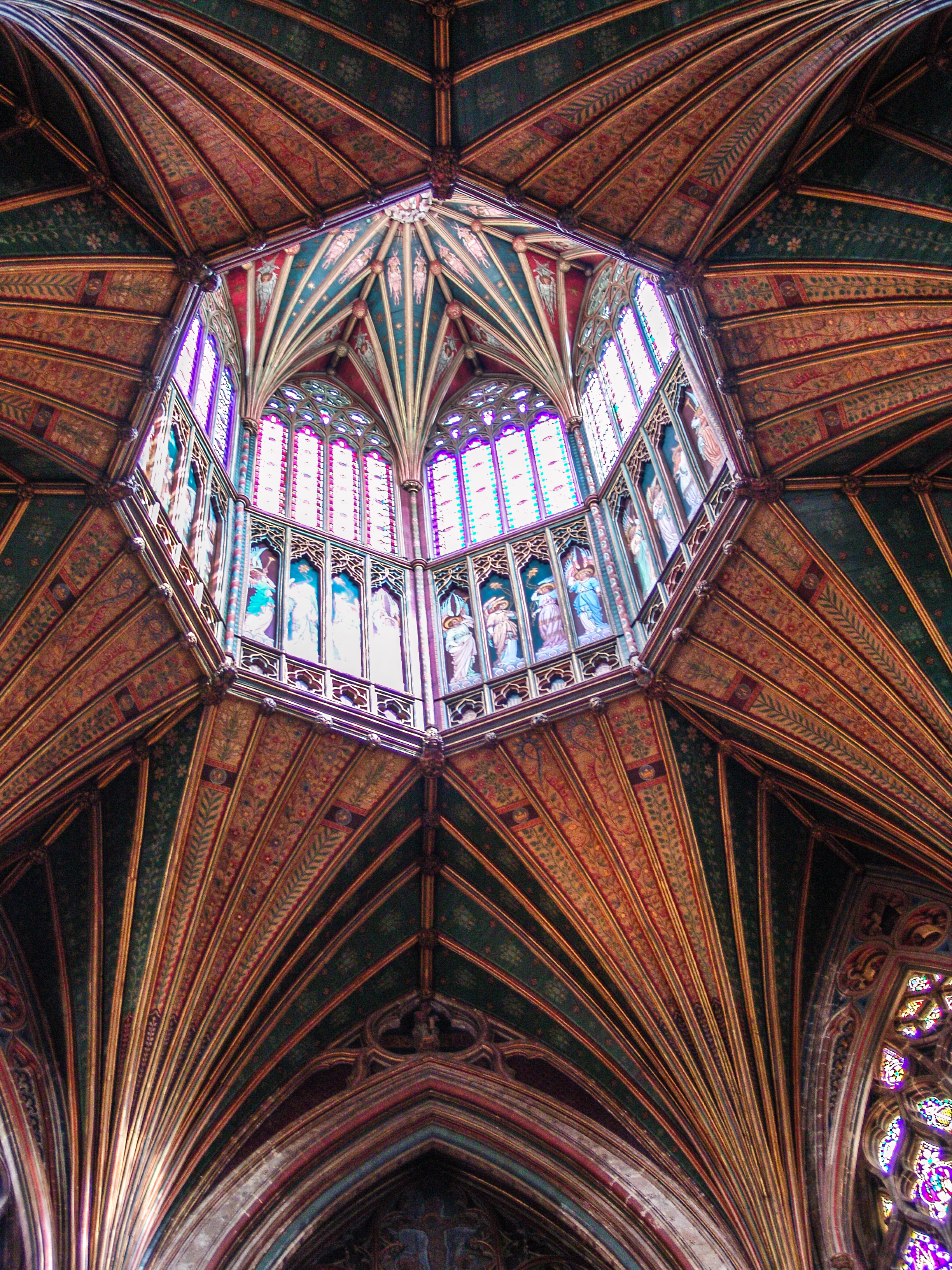
Das während Hothams Amtszeit errichtete Oktogon in der Kathedrale von Ely

Als im September 1326 Königin Isabelle mit einem Heer in England landete, um ihren Mann Eduard II. zu stürzen, schloss sich Hotham rasch den Invasoren an. Welche Rolle er bei der Absetzung von Eduard II. Anfang 1327 hatte, ist unklar, doch am 28. Januar 1327 wurde er auf Betreiben des seit mindestens 1309 mit ihm bekannten Roger Mortimer erneut zum Kanzler ernannt. Er nahm am 1. Februar 1327 an der Krönung von Eduard III. teil und empfing dessen Frau Philippa of Hainault, als diese von den Niederlanden nach England reiste, im Dezember 1327 auf seiner Residenz in Holborn. Am 30. Januar 1328 traute er zusammen mit dem Erzbischof von York Eduard III. und Philippa im York Minster. Am 1. März 1328 wurde er wieder als Kanzler entlassen. In der Folge hatte er nur noch geringen politischen Einfluss.

### Geistliche Tätigkeit und Tod
Während seiner Amtszeit als Bischof stürzte der Vierungsturm der Kathedrale von Ely ein, der dann als Oktogon neu errichtet wurde. Auch wenn für den Bau des Oktogons vor allem der Sakristan der Kathedrale verantwortlich war, ließ Hotham drei bei dem Einsturz zerstörte Joche des Chorraums wiederaufbauen. 1329 vermachte Hotham das Gut von Cuckney in Nottinghamshire an Welbeck Abbey. Für seinen Onkel William Hotham, für die Countess of Pembroke, für Gaveston und für John Wogan, der während seiner Zeit in Irland dort als Justiciar gedient hatte, ließ er Seelenmessen lesen. Hotham blieb Irland verbunden, noch 1329 erwarb er gegen Zahlung von £ 100 jährlich ein Drittel der Herrschaft Kilkenny von Eleanor Despenser. Ab 1335 war Hotham gelähmt, so dass er 26. August 1336 Koadjutoren ernennen musste, darunter seinen Neffen Alan. Er starb in seiner Residenz in Somersham in Huntingdonshire und wurde an der Ostseite des Hauptaltars in der Kathedrale von Ely beigesetzt.